# Tienlour
Tienlour est une commune rurale située dans le département de Godyr de la province de Sanguié dans la région du Centre-Ouest au Burkina Faso.